# Al-Shaab (Vereinigte Arabische Emirate)
al-Shaab Club (arabisch نادي الشعب, DMG Nādī š-Šaʿb) ist ein Verein aus Schardscha, Vereinigte Arabische Emirate, welcher 1974 gegründet wurde. Aktuell spielt der Verein in der höchsten Liga des Landes, der UAE League. Seine Heimspiele trägt der Verein im Khalid-Bin-Mohammed-Stadion aus. Nach dem Aufstieg in die erste Liga 1974 stieg der Verein nur noch zweimal ab, 1992 und 1996.
Der Club stieg jedoch jeweils nach nur einer Saison in der 2. Liga direkt wieder auf. Größter Vereinserfolg war der Gewinn des Pokals 1993.

## Vereinserfolge

### National
- UEA President’s Cup

Gewinner 1992/93
Finalist 2000/01, 2003/04

## Spieler
- Javad Kazemian (2006–2007)
- Mehrzad Madanchi (2011–)

## Trainer
- Josef Hickersberger (1999–2000)
- Roland Andersson (2002–2003)
- Zoran Filipović (2003)
- Willi Reimann (2005–2006)
- Zlatko Kranjčar (2007)
- Luka Peruzović (2008–2009)
- Marius Șumudică (2012–2013)
- Walter Zenga (2015–2016)